# بی‌شخصیت (فیلم)
بی‌شخصیت (به هندی: Charitraheen) و (به انگلیسی: Characterless) فیلمی هندی محصول سال ۱۹۷۴ و به کارگردانی شاکتی سامانتا است. در این فیلم بازیگرانی همچون سانجیو کومار، شارمیلا تاگور، یوگتا بالی، آسرانی، مادان پوری، مراد و اوتپال دوت ایفای نقش کرده‌اند.